# أليسا نايير
أليسا ميشيل نايير (من مواليد 20 أبريل 1988) لاعبة كرة قدم أمريكية تلعب كحارس مرمى لفريق شيكاغو ريد ستارز من الرابطة الوطنية لكرة القدم النسائية (NWSL) والمنتخب الوطني للولايات المتحدة. كانت ضمن قائمة 23 لاعبة للولايات المتحدة في كأس العالم للسيدات 2015 وكانت الحارس الأساسي للولايات المتحدة في كأس العالم للسيدات 2019 في فرنسا. كما لعبت مع فريق بوسطن بريكرز وتوربين بوتسدام. مع فريق بريكرز ، فازت بجائزة اتحاد كرة القدم النسائي الوطني لأفضل حارس مرمى لعام 2014.

## إنجازات

### دولية
- كأس العالم للسيدات تحت 20 سنة لكرة القدم:  2008
- كأس العالم للسيدات: 2015 ، 2019
- كأس شيبيليفز: 2016 ؛ 2018 ؛ 2020 ، 2021
- بطولة الأمم: 2018
- بطولة الكونكاكاف للسيدات: 2018

## روابط خارجية
- أليسا نايير على موقع الاتحاد الدولي (مؤرشف)  (الإنجليزية)
- أليسا نايير على موقع الاتحاد الأوربي (الإنجليزية)
- أليسا نايير على موقع قاعدة بيانات كرة القدم.إي يو (الإنجليزية)
- أليسا نايير على موقع Soccerway.com (الإنجليزية)
- أليسا نايير على موقع عالم كرة القدم.نت (الإنجليزية)
- أليسا نايير على موقع اللجنة الأولمبية الدولية (الإنجليزية)
- أليسا نايير على موقع أوليمبيديا (الإنجليزية)
- أليسا نايير – سجل منافسات الفيفا
- ملف لاعبو بوسطن بريكرز الشخصي
- WPS profile
- Penn State player page